# Píteas d'Egina
Píteas (grec antic: Πυθέας, llatí: Pytheas), fill de Lampó, natural d'Egina, fou un dels guanyadors als Jocs Nemeus, i la seva victòria fou celebrada en unes odes per Píndar. Fou també militar: es trobava en un dels tres vaixells grecs estacionats a l'illa d'Escíatos quan els vaixells foren capturats pels perses poc abans de la batalla de les Termòpiles; es va destacar tant en el combat que els perses li van retre honors. A la batalla de Salamina, el vaixell persa en el qual anava presoner fou capturat per un vaixell d'Egina i així va recuperar la llibertat. El seu fill Lampó va ser present a la batalla de Platea, i va aconsellar a Pausànies d'Esparta de venjar la mort de Leònides d'Esparta mutilant el cos del general persa Mardoni.